# Центральный революционный комитет (Франция)
Центральный революционный комитет (фр. Comité révolutionnaire central, CRC) — французская революционно-социалистическая партия бланкистского толка времён Третьей республики, созданная в 1881 году. В 1898 году разделилась на несколько партий, одна из которых дала начало Французской секции Рабочего Интернационала (СФИО), прародительнице современной Социалистической партии.
CRC пользовался популярностью лишь в Париже и ряде регионов (к северу от Центрального массива, нижняя часть долины Луары, западная окраина Центрального массива, Лион, Тулуза).

## История

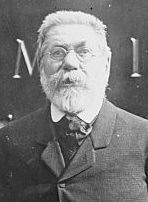
Эдуар Вайян в 1908 году во время чествования коммунаров на кладбище Пер-Лашез.

Центральный революционный комитет был создан в июне-июле 1881 года в результате раскола Федерации Социалистической рабочей партии Франции Эмилем Эдом, журналистом и одним из ближайших соратников социалиста-революционера Луи Огюста Бланки, с целью продолжить борьбу Бланки, умершего 1 января 1881 года. Комитет следовал бланкистской линии: разрушение капитализма и построение социализма, революционный активизм и склонность к заговорам, атеизм и патриотизм как наследие якобинизма Французской революции. Во второй половине XIX века Центральный революционный комитет был единственной политической силой во Франции, провозгласившей себя коммунистической, атеистической и революционной. CRC полагал, что борьба рабочего класса является «характерной чертой нынешнего социализма», провозглашал себя интернационалистами, врагами милитаризма и цезаризма.
По разным оценкам, CRC насчитывал от 400 до 4000 членов, в основном в восточной части Парижа, а также в северных и восточных пригородах. Таким образом, бланкизм представляет собой небольшую группу среди социалистов, которая была изолирована и подвергалась остракизму со стороны других социалистических течений. Возглавляли CRC Эмиль Эд, а также Эрнест Гранже и Эдуар Вайян. Бланкисты тогда считались не очень боеспособными, обладавшими значительной идеологической слабостью.
Печатным органом бланкистов была газета Ni Dieu ni Maître, де-факто бюллетень, выходивший раз в год и закрывшийся в 1885 году. Главным выразителем взглядов бланкистов в печатной прессе становится ежедневная газета L'Intransigeant, главным редактором которой являлся Анри Рошфор.
Со временем партия стала меняться. Под влиянием Вайяна она постепенно открылась, адаптируясь к республике и поднимая вопрос об экономических проблемах. В Париже Вайян создал избирательный союз с радикалами, что позволило ему избраться в муниципальный совет в 1884 году. Когда в 1888 году скончался Эд, именно Вайян взял на себя управление CRC. Столкнувшись в том же 1888 году с ростом реваншистских настроений и буланжизмом, Вайян выбрав позицию «нейтралитета», которая де-факто была скрытой поддержкой генерала Буланже, полагая, что он дестабилизирует режим и создаст предпосылки для захвата власти революционерами. Опасность буланжизма им отрицалась или сводилась к минимуму. В отличие от Вайяна, Эрнест Гранже сначала занимал антибуланжистскую позицию, но позже примкнул к буланжистам и даже в 1889 году избрался депутатом от Сены при помощи буланжистов.
В 1887 году бланкисты организовали крупные демонстрации с целью помешать избранию Жюля Ферри на пост президента республики.
Противоречия в CRC из-за отношения к генералу Буланже нарастали. Первое время его удавалось избежать благодаря частичным парламентским выборам в Париже 27 января 1889 года, нак оторых кандидатуру профсоюзного деятеля Фредерика Буле поддержали большинство бланкистов, а также гедистов. Нов сё раскол был неминуем. Он произошёл полгода спустя, в августе, по случаю подготовки к осенним выборам, когда Гранже предложил не выдвигать бланкиста в Бельвиле, где баллотировался от буланжистов его друг Рошфор, выступив тем самым против другой части комитета, в которой доминировали антибуланжисты Вайян и Шовьер, и поддержавшей кандидатуру доктора Этьена Сюзини (которого не следует путать с буланжистом Полем Сюзини). Не получив поддержки большинства (28 голосов против 28), Гранже и его сторонники вышли из партии и основали свою, Центральный комитет революционных социалистов (CCSR).
CRC оказался ослабленным расколом, потеряв часть руководителей и активистов, покинувших его из-за генерала Буланже. Среди ушедших помимо Гранже были также Рошфор и профсоюзный деятель из Бордо Эрнест Рош. Став единоличным руководителем Вайян попытался добиться синтеза бланкизма и марксизма.
С 1890 года, после бегства Буланже и разоблачений его связей с монархистами, CCSR и Гранже были полностью дискредитированы. Более того, Вайян переписывает свой прошлый выбор, утверждая что с самого начала подозрительно относился к Буланже, а после того, как он понял его истинные намерения, решил отойти от него. Такая реинтерпретация усиливает мысль о том, что члены CCSR были ослеплены генералом, но не допускают сближения с другими социалистами и особенно радикалами.
После раскола буланжистов Вайян переориентировал CRC на профсоюзную деятельность и идею всеобщей забастовки. В 1896 году CRC усилился за счёт депутатов и региональных лидеров, исключённых из POSR Жана Аллемана.
В 1898 году Центральный революционный комитет самораспустился, а его члены создали Революционно-социалистическую партию (PSR). В 1902 году Революционно-социалистическая партия объединилась с Французской рабочей партией (гедистами) и Революционно-коммунистическим альянсом (аллеманистами), образовав Социалистическую партию Франции, которая через три года послужила основой для создания Французской секции Рабочего интернационала, более полувека являвшейся ведущей социалистической партией Франции.